# Cochem-Zell
Cochem-Zell là một huyện (Kreis) ở phía tây bắc Rheinland-Pfalz, Đức. Các huyện giáp ranh là Mayen-Koblenz, Rhein-Hunsrück, Bernkastel-Wittlich, và Vulkaneifel.

## Lịch sử
Năm 1816, các huyện Cochem và Zell được lập, sau đó hai khu vực này được nhập vào nước Phổ. Vào năm 1969, huyện Zell bị giải thể và phần phía bắc và trung bộ được đưa vào huyện Cochem, và huyện này được đổi tên thành Cochem-Zell.

## Địa lý
Huyện này gồm ba cảnh quan khác nhau. Thung lũng sông Moselle với các vườn trồng nho, vùng núi Hunsrück ở phía đông và Eifel ở phía bắc và tây. Đỉnh cao nhất là Höchstberg cao 616 m, nằm ở Eifel.

## Thị xã và đô thị
| Verbandsgemeinden | Verbandsgemeinden | Verbandsgemeinden |
| --- | --- | --- |
| - 1. Cochem 1. Beilstein 2. Bremm 3. Briedern 4. Bruttig-Fankel 5. Cochem1, 2 6. Dohr 7. Ediger-Eller 8. Ellenz-Poltersdorf 9. Ernst 10. Faid 11. Greimersburg 12. Klotten 13. Mesenich 14. Nehren 15. Senheim 16. Valwig 17. Wirfus - 2. Kaisersesch 1. Brachtendorf 2. Düngenheim 3. Eppenberg 4. Eulgem 5. Gamlen 6. Hambuch 7. Hauroth 8. Illerich 9. Kaifenheim 10. Kaisersesch1, 2 11. Kalenborn 12. Landkern 13. Laubach 14. Leienkaul 15. Masburg 16. Müllenbach 17. Urmersbach 18. Zettingen | - 3. Treis-Karden 1. Binningen 2. Brieden 3. Brohl 4. Dünfus 5. Forst (Eifel) 6. Kail 7. Lahr 8. Lieg 9. Lütz 10. Möntenich 11. Mörsdorf 12. Moselkern 13. Müden (Mosel) 14. Pommern 15. Roes 16. Treis-Karden1 17. Zilshausen - 4. Ulmen 1. Alflen 2. Auderath 3. Bad Bertrich 4. Beuren 5. Büchel 6. Filz 7. Gevenich 8. Gillenbeuren 9. Kliding 10. Lutzerath 11. Schmitt 12. Ulmen1 13. Urschmitt 14. Wagenhausen 15. Weiler 16. Wollmerath | - 5. Zell 1. Alf 2. Altlay 3. Altstrimmig 4. Blankenrath 5. Briedel 6. Bullay 7. Forst (Hunsrück) 8. Grenderich 9. Haserich 10. Hesweiler 11. Liesenich 12. Mittelstrimmig 13. Moritzheim 14. Neef 15. Panzweiler 16. Peterswald-Löffelscheid 17. Pünderich 18. Reidenhausen 19. Sankt Aldegund 20. Schauren 21. Sosberg 22. Tellig 23. Walhausen 24. Zell (Mosel)1, 2 |
| 1thủ phủ của Verbandsgemeinde; 2town | | |